# CRUX
CRUX este o distribuție de Linux .